# 塞纳河畔艾塞
塞纳河畔艾塞（法語：Aisey-sur-Seine，法語發音：[ɛzɛ syʁ sɛn]）是法国科多尔省的一个市镇，位于该省北部，属于蒙巴尔区。

## 地理
塞纳河畔艾塞（47°45'1"N, 4°34'49"E）面积12.72 平方千米，位于法国勃艮第-弗朗什-孔泰大區科多尔省，该省份为法国中东部省份，北起奥布省，西接涅夫勒省和约讷省，南至索恩-卢瓦尔省，东南接汝拉省，东临上索恩省，东北部与上马恩省接壤。
与塞纳河畔艾塞接壤的市镇（或旧市镇、城区）包括：塞纳河畔诺、瑟蒙、舍曼代塞、布雷米尔和沃鲁瓦、比索、沙梅松、库尔米耶勒塞克。

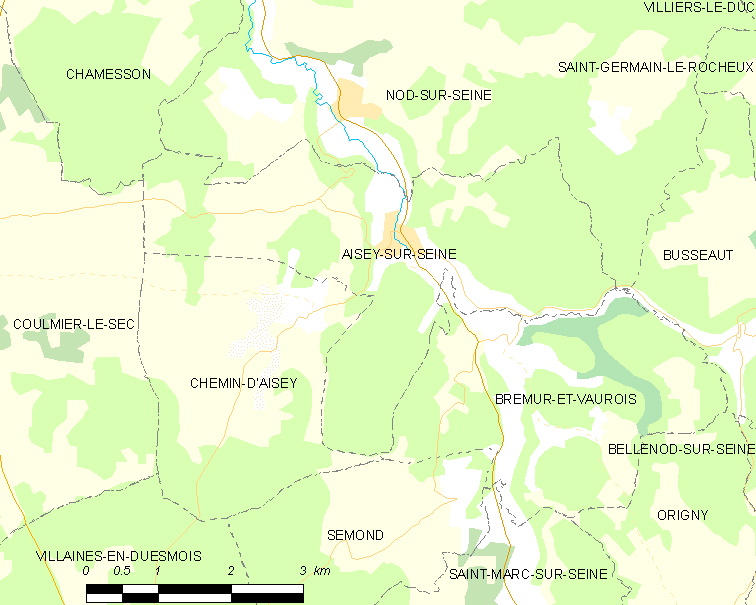
塞纳河畔艾塞的OSM定位图

塞纳河畔艾塞的时区为UTC+01:00、UTC+02:00（夏令时）。

## 行政
塞纳河畔艾塞的邮政编码为21400，INSEE市镇编码为21006。

## 政治
塞纳河畔艾塞所属的省级选区为塞纳河畔沙蒂永县。

## 人口

1962-2008年间塞纳河畔艾塞人口变化图示

塞纳河畔艾塞于2022年1月1日时的人口数量为166人。